# Slovak Open 2011
Lo Slovak Open 2011 è stato un torneo professionistico di tennis giocato sul cemento indoor. È stata la 12ª edizione del torneo maschile, la 6ª di quello femminile, che facevano parte dell'ATP Challenger Tour nell'ambito dell'ATP Challenger Tour 2011 e dell'ITF Women's Circuit nell'ambito dell'ITF Women's Circuit 2011. Il torneo maschile e quello femminile si sono giocati a Loughborough in Gran Bretagna dal 14 al 20 novembre 2011.

## Partecipanti ATP

### Teste di serie
| Nazionalità | Giocatore           | Ranking* | Testa di serie |
| ----------- | ------------------- | -------- | -------------- |
| Polonia     | Łukasz Kubot        | 60       | 1              |
| Ucraina     | Serhij Stachovs'kyj | 63       | 2              |
| Uzbekistan  | Denis Istomin       | 73       | 3              |
| Rep. Ceca   | Lukáš Rosol         | 78       | 4              |
| Australia   | Matthew Ebden       | 82       | 5              |
| Francia     | Adrian Mannarino    | 85       | 6              |
| Germania    | Michael Berrer      | 104      | 7              |
| Francia     | Stéphane Robert     | 105      | 8              |

- 1 Ranking al 7 novembre 2011.

### Altri partecipanti
Giocatori che hanno ricevuto una wild card
- Filip Horanský
- Jozef Kovalík
- Andrej Martin
- Jiří Veselý

Giocatori che hanno ricevuto uno special exempt per entrare nel tabellone principale:
- Jan Hernych
- Peter Torebko

Giocatori passati dalle qualificazioni:
- Kamil Čapkovič
- Jan Minář
- Boris Pašanski
- Ante Pavić

## Partecipanti WTA

### Teste di serie
| Nazionalità | Giocatrice        | Ranking* | Testa di serie |
| ----------- | ----------------- | -------- | -------------- |
| Ucraina     | Lesja Curenko     | 120      | 1              |
| Bulgaria    | Elica Kostova     | 148      | 2              |
| Ungheria    | Tímea Babos       | 153      | 3              |
| Rep. Ceca   | Sandra Záhlavová  | 154      | 4              |
| Rep. Ceca   | Karolína Plíšková | 159      | 5              |
| Ungheria    | Réka-Luca Jani    | 162      | 6              |
| Israele     | Julia Glushko     | 165      | 7              |
| Rep. Ceca   | Kristyna Plíšková | 179      | 8              |

- Rankings al 7 novembre 2011.

### Altre partecipanti
Giocatrici che hanno ricevuto una wild card:
- Lucia Butkovská
- Barbora Krejčíková
- Paulína Petrisková
- Anna Schmiedlová

Giocatrici passate dalle qualificazioni:
- Dar'ja Gavrilova
- Richèl Hogenkamp
- Michaela Hončová
- Ljudmyla Kičenok
- Nadežda Kičenok
- Zuzana Luknárová
- Nicole Rottmann
- Andreea Văideanu

Giocatrici che hanno ricevuto uno special exempt per entrare nel tabellone principale:
- Paula Kania
- Ana Vrljić

## Campioni

### Singolare maschile
Lukáš Lacko ha battuto in finale  Ričardas Berankis con il punteggio di 7–6(7), 6–2.

### Singolare femminile
Lesja Curenko ha battuto in finale  Karolína Plíšková con il punteggio di 7–5, 6–3.

### Doppio maschile
Jan Hájek /  Lukáš Lacko hanno battuto in finale  Lukáš Rosol /  David Škoch con il punteggio di 7–5, 7–5.

### Doppio femminile
Naomi Broady /  Kristina Mladenovic hanno battuto in finale  Karolína Plíšková /  Kristýna Plíšková con il punteggio di 5–7, 6–4, [10–2].